# Parafia Trójcy Świętej w Huszczy
Parafia Trójcy Świętej w Huszczy – parafia rzymskokatolicka w Huszczy.
Kościół istniał już w 1585 r., afiliowany w 1717 do parafii Kodeń. Następny kościół drewniany, wybudowany w 1811, staraniem ks. Franciszka Brodzickiego, uległ pożarowi w 1915. Rząd rosyjski skasował parafię w 1885. Parafię wznowiono w 1905. Obecny kościół parafialny murowany, wybudowany w latach 1939-1949, poświęcony w 1949 przez biskupa Ignacego Świrskiego. Styl eklektyczny.
Terytorium parafii obejmuje Huszczę, Bokinkę Pańską, Kopytnik, Koszoły, Mazanówkę, Stasiówkę oraz Wiski.